# Itame plumbeolata
Itame plumbeolata là một loài bướm đêm trong họ Geometridae.